# Vaccinium fimbricalyx
Vaccinium fimbricalyx är en ljungväxtart som beskrevs av Woon Young Chun och W.P. Fang. Vaccinium fimbricalyx ingår i Blåbärssläktet, och familjen ljungväxter. Inga underarter finns listade i Catalogue of Life.